# Colla umbrata
Colla umbrata är en fjärilsart som beskrevs av William Schaus 1905. Colla umbrata ingår i släktet Colla och familjen silkesspinnare. Inga underarter finns listade i Catalogue of Life.